# Bocşa
Bocșa (udtale:ˈbokʃa, ungarsk: Boksánbánya; tysk: Deutsch-Bokschan, Neuwerk) er en by i distriktet Caraș-Severin, i den historiske region Banatet i Rumænien, med et indbyggertal på 12.949 (2021)
Byen ligger i den nordvestlige del af distriktet, 21 km fra distriktets hovedsæde, Reșița. Den er gennemskåret af nationalvej DN58B, som forbinder Reșița med Voiteg i Timis.
Bocșa ligger ved bredden af Bârzava-floden, vest for Retezat-Godeanu-bjerggruppen, syd for Areniș-bjergene (Munții Areniș), og nord for Dognecea-bjergene (Munții Dognecei).